# Ptychomitrium crassinervium
Ptychomitrium crassinervium är en bladmossart som beskrevs av W. P. Schimper och Jean Édouard Gabriel Narcisse Paris 1900. Ptychomitrium crassinervium ingår i släktet atlantmossor, och familjen Ptychomitriaceae. Inga underarter finns listade i Catalogue of Life.